# Seleção Chinesa de Basquetebol Masculino
A Seleção Chinesa de Basquetebol é a equipe que representa a China em competições internacionais da modalidade.

## Medalhas
- Campeonato Asiático
  -  Ouro (16): 1975, 1977, 1979, 1981, 1983, 1987, 1989, 1991, 1993, 1995, 1999, 2001, 2003, 2005, 2011 e 2015
  -  Prata (1): 2009
  -  Bronze (2): 1985 e 1997

- Jogos Asiáticos
  -  Ouro (7): 1978, 1986, 1990, 1994, 1998, 2006 e 2010
  -  Prata (2): 1982 e 2002
  -  Bronze (1): 1974